# Campeonato da Europa de Atletismo de 2014 - 3000 m com obstáculos feminino
A prova dos 3000 metros com obstáculos feminino do Campeonato da Europa de Atletismo de 2014 foi disputada entre os dias 15 e 17 de agosto de 2014 no Estádio Letzigrund em Zurique, na Suíça. 

## Recordes
Antes desta competição, os recordes mundiais e do campeonato nesta prova eram os seguintes:
|                       | Nome             | Nacionalidade | Tempo   | Local     | Data                 |
| --------------------- | ---------------- | ------------- | ------- | --------- | -------------------- |
| Recorde mundial       | Gulnara Samitova | Rússia        | 8m58s81 | Pequim    | 17 de agosto de 2008 |
| Recorde do campeonato | Yuliya Zarudneva | Rússia        | 9m17s57 | Barcelona | 30 de julho de 2010  |
| Recorde europeu       | Gulnara Samitova | Rússia        | 8m58s81 | Pequim    | 17 de agosto de 2008 |

## Medalhistas
| Ouro                        | Prata                    | Bronze             |
| Antje Möldner-Schmidt (GER) | Charlotta Fougberg (SWE) | Diana Martín (ESP) |

## Cronograma
Todos os horários são locais (UTC+2).
| Data         | Hora  | Evento  |
| ------------ | ----- | ------- |
| 15 de agosto | 11:13 | Bateria |
| 17 de agosto | 16:08 | Final   |

## Resultados

### Bateria
Qualificação: 5 atletas de cada bateria  (Q) mais os 5 melhores qualificados (q). 
| Posição | Bateria | Atleta                | Nacionalidade | Tempo    | Notas |
| ------- | ------- | --------------------- | ------------- | -------- | ----- |
| 1       | 1       | Sviatlana Kudzelich   | Bielorrússia  | 9:46.89  | Q     |
| 2       | 1       | Natalya Vlasova       | Rússia        | 9:47.31  | Q     |
| 3       | 1       | Gesa-Felicitas Krause | Alemanha      | 9:47.36  | Q     |
| 4       | 1       | Sandra Eriksson       | Finlândia     | 9:50.00  | Q     |
| 5       | 1       | Fabienne Schlumpf     | Suíça         | 9:51.45  | Q     |
| 6       | 1       | Maruša Mišmaš         | Eslovênia     | 9:51.51  | q     |
| 7       | 2       | Silvia Danekova       | Bulgária      | 9:51.67  | Q     |
| 8       | 2       | Antje Möldner-Schmidt | Alemanha      | 9:52.02  | Q     |
| 9       | 2       | Charlotta Fougberg    | Suécia        | 9:52.04  | Q     |
| 10      | 2       | Polina Jelizarova     | Letônia       | 9:52.58  | Q,    |
| 11      | 2       | Diana Martín          | Espanha       | 9:52.63  | Q     |
| 12      | 2       | Katarzyna Kowalska    | Polónia       | 9:52.66  | q     |
| 13      | 2       | Johanna Lehtinen      | Finlândia     | 9:53.86  | q     |
| 14      | 1       | Özlem Kaya            | Turquia       | 9:56.49  | q     |
| 15      | 1       | Cristina Casandra     | Roménia       | 10:00.48 | q     |
| 16      | 1       | Jekaterina Patjuk     | Estónia       | 10:03.60 |       |
| 17      | 2       | Valeria Roffino       | Itália        | 10:07.58 |       |
| 18      | 2       | Jana Sussmann         | Alemanha      | 10:07.99 |       |
| 19      | 2       | Yekaterina Sokolenko  | Rússia        | 10:08.76 |       |
| 20      | 2       | Astrid Leutert        | Suíça         | 10:15.29 |       |
| 21      | 1       | Ingeborg Løvnes       | Noruega       | 10:18.11 |       |
| 22 !    | 1       | Teresa Urbina         | Espanha       | DNF      |       |

### Final

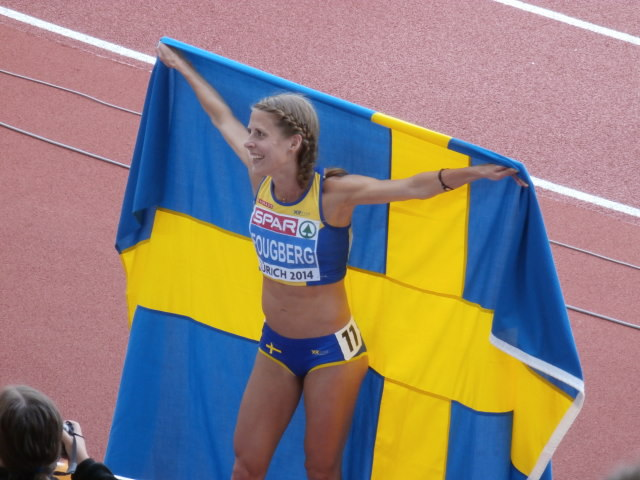
Charlotta Fougberg terminou em segundo lugar

| Posição           | Atleta                | Nacionalidade | Tempo    | Notas                |
| ----------------- | --------------------- | ------------- | -------- | -------------------- |
| Medalha de ouro   | Antje Möldner-Schmidt | Alemanha      | 9:29.43  | Recorde da temporada |
| Medalha de prata  | Charlotta Fougberg    | Suécia        | 9:30.16  |                      |
| Medalha de bronze | Diana Martín          | Espanha       | 9:30.70  | Recorde pessoal      |
| 4                 | Sviatlana Kudzelich   | Bielorrússia  | 9:30.99  | Recorde pessoal      |
| 5                 | Gesa-Felicitas Krause | Alemanha      | 9:35.46  | Recorde da temporada |
| 6                 | Natalya Vlasova       | Rússia        | 9:36.99  |                      |
| 7                 | Katarzyna Kowalska    | Polónia       | 9:43.09  |                      |
| 8                 | Silvia Danekova       | Bulgária      | 9:44.81  |                      |
| 9                 | Sandra Eriksson       | Finlândia     | 9:47.95  |                      |
| 10                | Maruša Mišmaš         | Eslovênia     | 9:54.75  |                      |
| 11                | Johanna Lehtinen      | Finlândia     | 9:54.90  |                      |
| 12                | Cristina Casandra     | Roménia       | 9:55.42  |                      |
| 13                | Fabienne Schlumpf     | Suíça         | 9:55.92  |                      |
| 14                | Özlem Kaya            | Turquia       | 10:06.68 |                      |
| 99 !              | Polina Jelizarova     | Letônia       | DNF      |                      |

Legenda
| Recorde mundial       | Recorde mundial (World record)               |                       | Recorde africano                      | Recorde africano (African) |                                           | Q | Classificado por posição (Qualified) |
| Recorde do campeonato | Recorde do campeonato (Championship record)  | Recorde da América    | Recorde da América (Americas)         | q                          | Classificado por melhor tempo (Qualified) |   |                                      |
| Melhor marca do ano   | Melhor marca do ano (World leading)          | Recorde asiático      | Recorde asiático (Asian)              | DNS                        | Não largou (Did not start)                |   |                                      |
| Recorde nacional      | Recorde nacional (National record)           | Recorde europeu       | Recorde europeu (European)            | DNF                        | Não terminou (Did not finish)             |   |                                      |
| Recorde pessoal       | Recorde pessoal do atleta (Personal best)    | Recorde da Oceania    | Recorde da Oceania (Oceania)          | DSQ / DQ                   | Desclassificado (Disqualified)            |   |                                      |
| Recorde da temporada  | Recorde da temporada do atleta (Season best) | Recorde sul-americano | Recorde sul-americano (South America) | NM                         | Sem marca (No mark)                       |   |                                      |